# Egeris Syd (Skive)
Egeris syd er et industrikvarter i det sydligste Skive, med mange produktions og service virksomheder. Skive Folkeblad ligger i området.